# آلاکایه‌وو
آلاکایه‌وو (انگلیسی: Alakayevo) یک شهرک در شهرستان ایشیمبایسکی استان باشقیرستان کشور روسیه است.